# Estanyets Amagats
Els Estanyets Amagats són dos llacs no gaire grossos d'origen glacial que es troben a 2.603 i 2.665 m. d'altitud, a la capçalera de la vall Fosca, al Pallars Jussà, al nord-oest del poble de Cabdella, en el terme municipal de la Torre de Cabdella. La seva conca està formada a ponent per la Cresta de Reguera, i a llevant, per la muntanya de Cogomella. Pertany al grup de llacs d'origen glacial de la capçalera nord-oriental del riu de Riqüerna, a través del barranc de Francí, al voltant del Pic Salado. Rep les seves aigües de la muntanya; i de l'estany superior passa a l'inferior. Des d'aquest va, a través d'un barranc, cap a l'Estany de Reguera.